# Wout van Aert
Wout van Aert (* 15. September 1994 in Herentals) ist ein belgischer Radrennfahrer, der Cyclocross- und Straßenrennen bestreitet. Er wurde in den Jahren 2016, 2017 und 2018 Cyclocross-Weltmeister und konnte mit Mailand–Sanremo 2020 ein Monument des Radsports gewinnen. Zudem feierte er zwischen 2019 und 2025 zehn Etappensiege bei der Tour de France und sicherte sich im Jahr 2022 die Punktewertung.

## Werdegang

### Kindheit und Junioren-Jahre
Wout van Aert wurde in Belgien als Sohn niederländischer Eltern geboren. Sein Name enthält deshalb, anders als in Belgien üblich, wie in den Niederlanden ein kleingeschriebenes „van“ anstelle eines großgeschriebenen „Van“. Im Alter von acht Jahren fuhr er sein erstes Radrennen.
Im Alter von 16 Jahren bestritt Wout van Aert seine ersten Cyclocrossrennen in der Junioren Klasse. Nachdem er in der Saison 2010/2011 ohne Mannschaft an den Start gegangen war, wurde er am 1. September 2011 Mitglied des Young Telenet-Fidea Cycling Teams, das als Farmteam von Telenet-Fidea diente. In der Saison 2011/2012 gewann er mit dem Superprestige-Bewerb von Ruddervoorde sein erstes Rennen. Dabei setzte er sich vor dem Franzosen Quentin Jauregui und dem Niederländer Mathieu van der Poel durch. Obwohl er bei allen nachfolgenden Rennen, mit Ausnahme des Weltcups von Liévin, in die Top 10 fuhr und elf Mal auf dem Podest stand, konnte er mit dem Fidea Cyclo-cross Leuven jedoch nur ein weiteres Saisonrennen gewinnen. Bei seinen ersten Cyclocross-Europameisterschaften verpasst er als Vierter eine Medaille, ehe er sich bei seinen ersten Weltmeisterschaften in Koksijde nur Mathieu van der Poel geschlagen geben musste.

### Frühe Cyclocross-Jahre
Im Gegensatz zu dem im Januar 1995 geborenen Mathieu van der Poel, stieg Wout van Aert in der Saison 2012/2013 in die Klasse U23 auf. Mit dem Jahreswechsel wurde er Mitglied beim Telenet-Fidea Team, bei dem er seinen ersten Vertrag erhielt. Seine ersten Siege feierte er bei den Superprestige-Stationen von Zonhoven, Gavere und Gieten, ehe er mit dem Internationale Sluitingsprijs sein letztes Saisonrennen gewann. Nachdem er bei den Europameisterschaften Fünfter geworden war, belegte er im US-amerikanischen Louisville bei den Weltmeisterschaften hinter Mike Teunissen und Wietse Bosmans den dritten Rang. Zudem ging er in jener Saison als Gesamtsieger der Superprestige-Serie hervor.

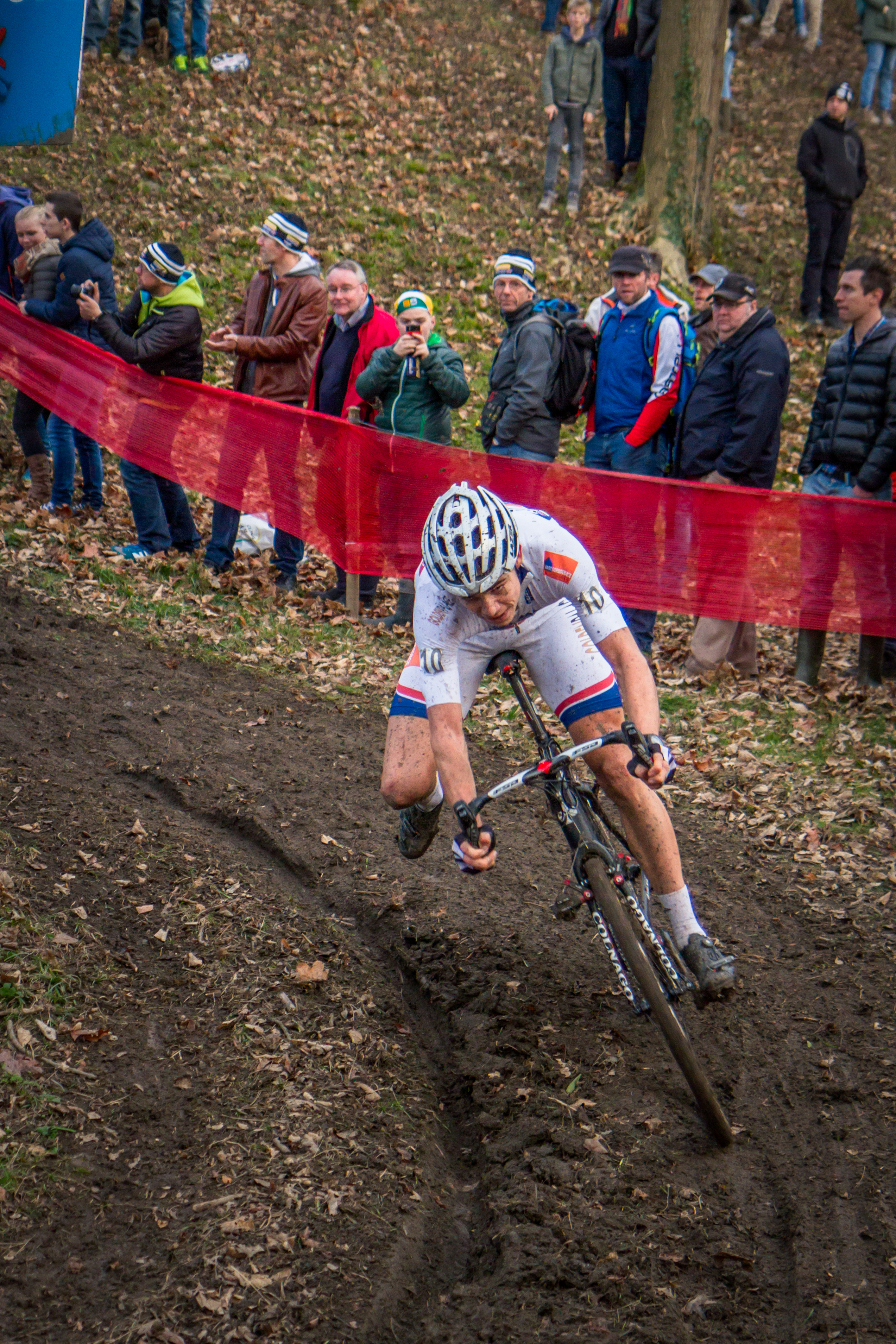
Wout van Aert im Trikot des Führenden des UCI-Cyclocross-Weltcups (2015)

Nachdem er bereits im Frühjahr des Jahres 2013 erstmals an einem Elite-Rennen teilgenommen hatte, startete Wout van Aert beim Elite-Wettbewerb des CrossVegas in die Saison 2013/2014. Dabei belegte er den fünften Platz. Vorrangig bestritt er jedoch weiterhin U23 Rennen und feierte zwölf Saisonsiege. Beim Cyclocross de Namur Citadelle war er dabei erstmals in einem Rennen des UCI-Cyclocross-Weltcups erfolgreich. Nachdem er bei den Europameisterschaften als Vierter erneut eine Medaille verpasst hatte und bei den belgischen Meisterschaften wegen eines Frühstarts disqualifiziert worden war, krönte sich Wout van Aert im niederländischen Hoogerheide erstmals zum U23 Weltmeister. Er gewann das Rennen mit einem Vorsprung von fast einer Minute vor Michael Vanthourenhout und Mathieu van der Poel.
Nach zwei Jahren bei der Telenet-Fidea Mannschaft wechselte Wout van Aert zum neu gegründeten Vastgoedservice-Golden Palace Team. Zu Beginn der Saison 2014/2015 ging er in der Superprestige-Serie und im UCI-Cyclocross-Weltcup weiterhin in der Klasse U23 an den Start, fuhr die Bpost Bank Trofee jedoch bereits in der Elite Klasse. Beim Koppenbergcross setzte er sich im Alter von 20 Jahren vor Sven Nys durch und gewann so sein erstes Cyclocross-Eliterennen. Tags drauf siegte er zum zweiten Mal bei der U23 Austragung des Cyclocross Zonhoven, ehe er eine Woche später U23 Europameister im deutschen Lorsch wurde. Am 22. November 2014 ging Wout van Aert beim Duinencross Koksijde erstmals bei einem Elite-Wettbewerb des UCI-Cyclocross-Weltcup an den Start. Bereits in der zweiten Runde setzte er sich gemeinsam mit Mathieu van der Poel von den restlichen Fahrern ab, ehe er auch den Niederländer distanzierte und mit einem Vorsprung von 41 Sekunden gewann. Im Anschluss kehrte er jedoch in die Klasse U23 zurück und unterlag Mathieu van der Poel nach mehreren Siegen beim Weltcup in Hoogerheide, seinem letzten Wettbewerb vor den Weltmeisterschaften im tschechischen Tábor. Bei den Weltmeisterschaften gingen Wout van Aert und Mathieu van der Poel erstmals in der Elite-Klasse an den Start und zählten trotz ihres jungen Alters zu den Favoriten. Bereits in der ersten Runde konnten die beiden einen kleinen Vorsprung herausfahren, doch wenig später musste Wout van Aert seinen Konkurrenten ziehen lassen. Schlussendlich belegte er mit einem Rückstand von 15 Sekunden den zweiten Platz, nachdem er sich im Sprint vor Lars van der Haar durchgesetzt hatte. Am Ende der Saison ging Wout van Aert nur noch bei Rennen der Elite-Klasse an den Start und gewann die Gesamtwertung der Bpost Bank Trofee mit einem Vorsprung von rund sechs Minuten. Insgesamt konnte er in der Saison 2014/2015 17 Siege einfahren, von denen er elf in der Elite-Klasse holte.

### Cyclocross-Weltmeistertitel

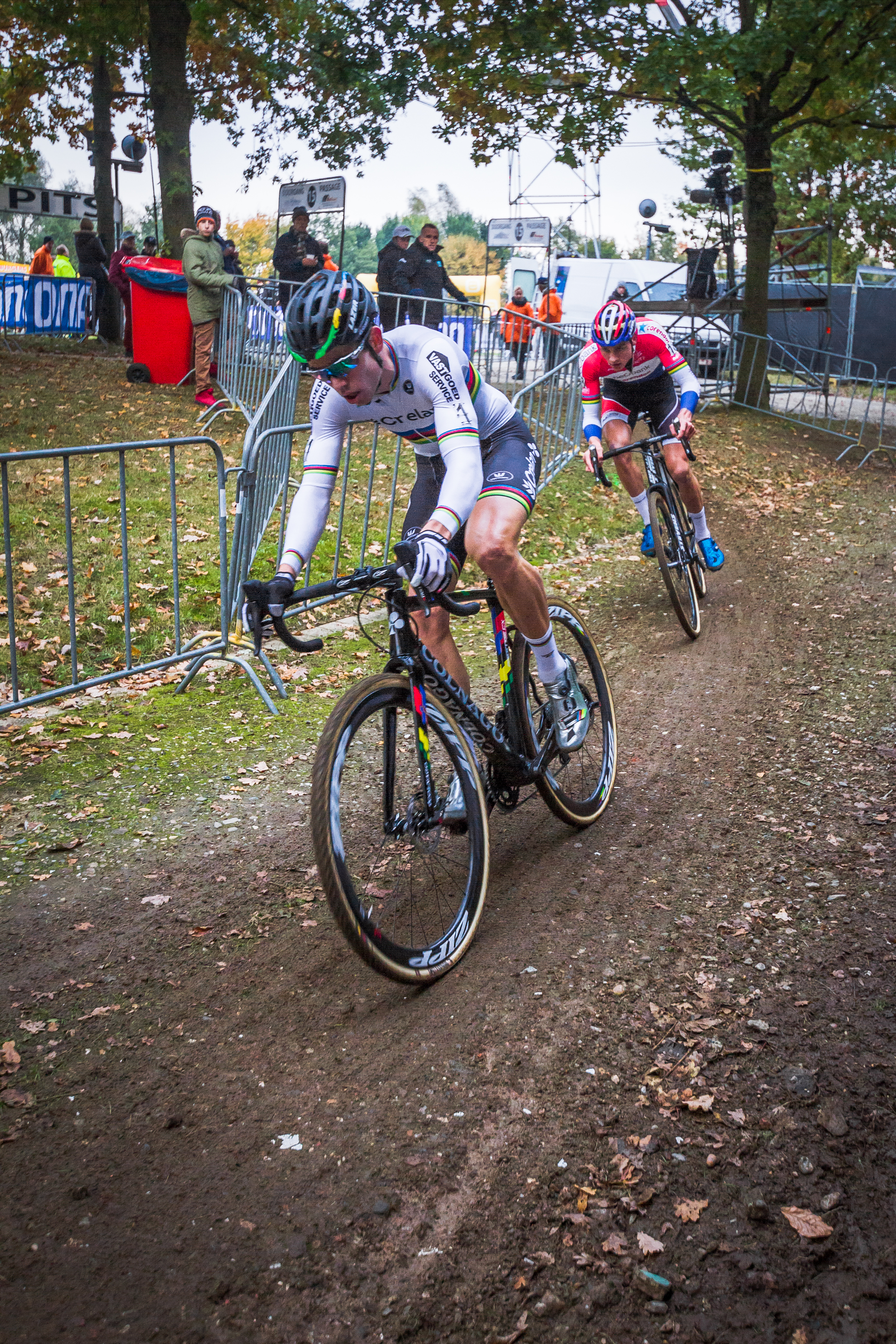
Wout van Aert (vorne) und Mathieu van der Poel (hinten)

Ab der Saison 2015/2016 dominierten Wout van Aert und Mathieu van der Poel den Cyclocross-Sport. In den nachfolgenden vier Saisonen gewannen die beiden mehr als 90 % der ausgetragenen Rennen des UCI-Cyclocross-Weltcups und der Superprestige-Serie (59 von 65 Rennen). In der Saison 2015/2016 triumphierte Wout van Aert in den Gesamtwertungen des UCI-Cyclocross-Weltcups, der Superprestige-Serie und der Bpost Bank Trofee und konnte somit die drei großen Rennserien des Cyclocross-Sports in einer Saison für sich entscheiden. Weiters gewann er 17 von 33 Rennen und stand mit Ausnahme von drei Wettkämpfen immer auf dem Podium. Sein bis dahin größter Triumph gelang ihm bei den Weltmeisterschaften im belgischen Heusden-Zolder, wo er sich bei regnerischen Bedingungen knapp vor Lars van der Haar durchsetzte und mit 21 Jahren erstmals das Regenbogentrikot überstreifte. Weiters wurde Wout van Aert in seiner bis dahin erfolgreichsten Cyclocross-Saison belgischer Meister und Vize-Europameister.
Die erste Hälfte der Saison 2016/2017 bestritt er für sein bisheriges Team, das zwischenzeitlich unter dem Namen Crelan-Vastgoedservice fuhr, ehe er mit dem Jahreswechsel Teil der neugegründeten Vérandas-Willems-Crelan-Mannschaft wurde. Nun konnte er als Teil eines UCI Professional Continental Team auch an größeren und bekannteren Straßenrennen teilnehmen, wobei sein Fokus zunächst auf dem Cyclocross-Sport blieb. In der Saison 2016/2017 gewann Wout van Aert 17 Cyclocross-Rennen und sicherte sich die Gesamtwertung des UCI-Cyclocross-Weltcups und der DVV Trofee (ehemals Bpost Bank Trofee). Bei den Europameisterschaften gewann sein Landsmann Toon Aerts, während er sich im Sprint um Platz zwei Mathieu van der Poel geschlagen geben musste. Nach seinem zweiten belgischen Meistertitel reiste er als Vorjahressieger zu den Weltmeisterschaften im luxemburgischen Beles, wo er seinen Titel verteidigte und sich mit einem Vorsprung von 44 Sekunden vor Mathieu van der Poel durchsetzte.
In der Saison 2017/2018 konnte Wout van Aert nur neun seiner 32 Cyclocross-Rennen gewinnen und unterlag Mathieu van der Poel in den drei großen Rennserien. Bei den Weltmeisterschaften im niederländischen Valkenburg setzte sich jedoch der zwischenzeitlich 23-jährige Belgier durch und holte so seinen dritten Titel in Folge. Auf dem schwer zu fahrenden Kurs setzte er sich bereits früh ab und gewann schlussendliche mit einem Vorsprung von mehr als zwei Minuten, was dem größten Zeitunterschied seit dem Jahr 1979 entsprach.

### Anfänge im Straßenradsport

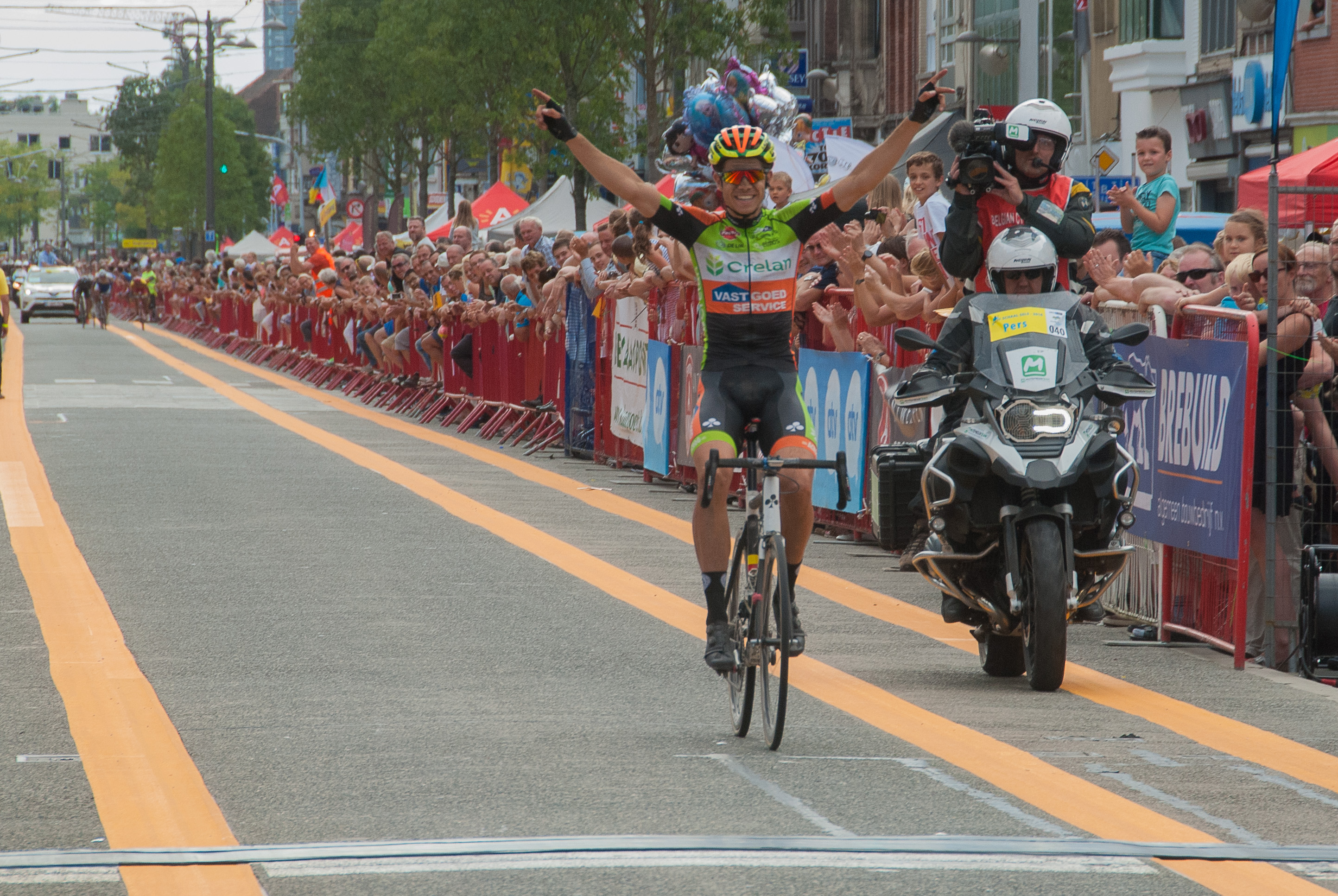
van Aert gewinnt Schaal Sels

Wout van Aert bestritt bereits als Junior seine ersten Straßenrennen, fokussiert sich zunächst jedoch vermehrt auf den Cyclocross-Sport. Im Jahr 2016 gewann er den Prolog der Belgien-Rundfahrt und belegte den achten Gesamtrang, wodurch er erstmals seine Fähigkeiten auf der Straße zeigte. Weiters gewann er im selben Jahr das Eintagesrennen Schaal Sels und wurde im Alter von 21 Jahren Neunter der belgischen Meisterschaften. Nach seinem Wechsel zur Vérandas-Willems-Crelan-Mannschaft konnte er im Jahr 2017 die Ronde van Limburg, den Grand Prix Cerami und die Bruges Cycling Classic für sich entscheiden, wobei er sich bei letzterer im Sprint vor dem Niederländer Mathieu van der Poel durchsetzte, der auch zusehends mehr Rennen auf der Straße bestritt. Weiter ging er mit der BinckBank Tour erstmals bei einem Etappenrennen der UCI WorldTour an den Start.

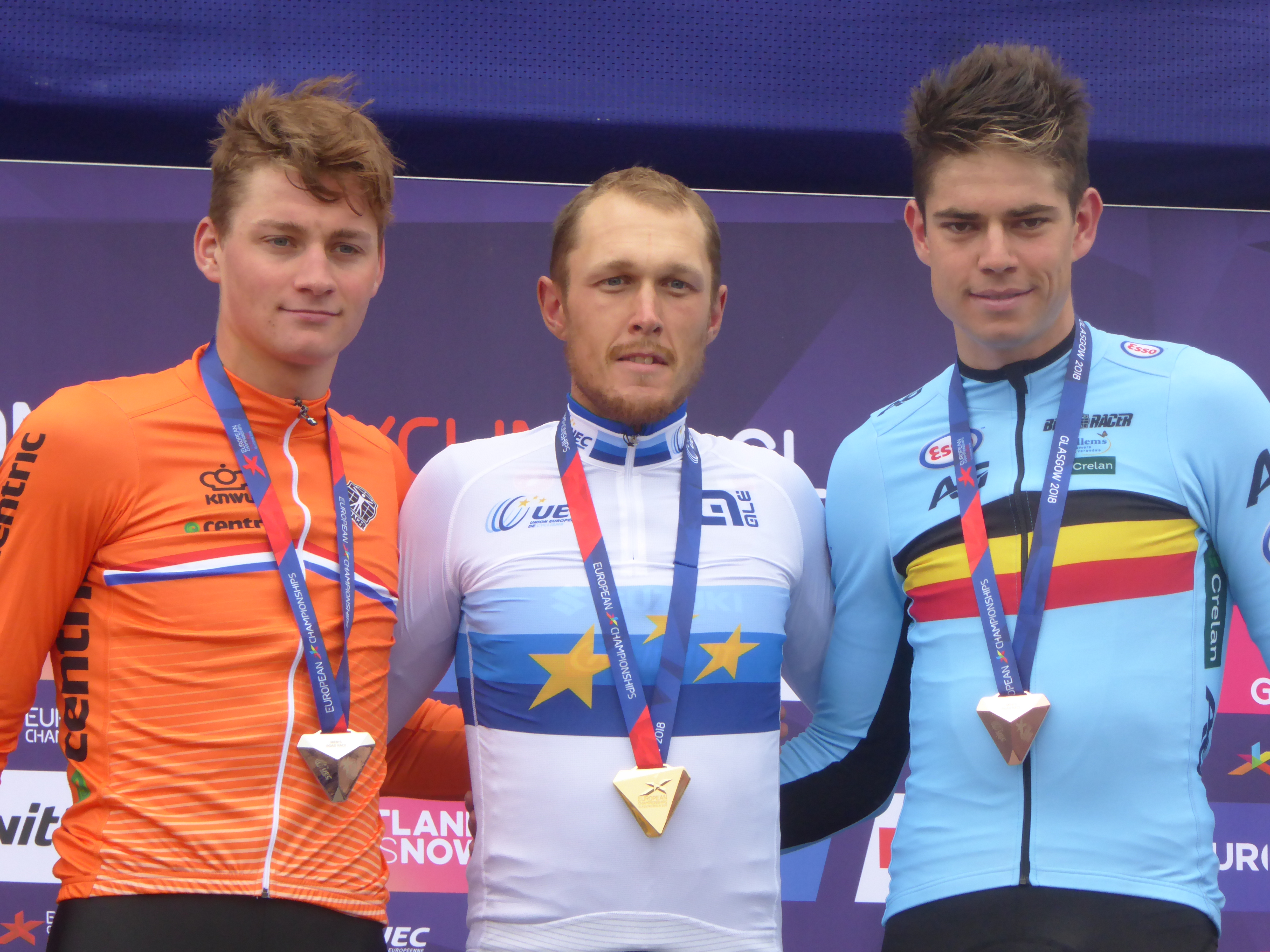
Mathieu van der Poel, Matteo Trentin und Wout van Aert (v. l. n. r.) bei den Straßenradsport-Europameisterschaften 2018

Im Jahr 2018 bestritt Wout van Aert mehrere Frühjahresklassiker und zeigte mit mehreren guten Resultaten auf. Nach seinem Debüt beim Omloop Het Nieuwsblad ging er bei der Strade Bianche an den Start und stand hinter Tiesj Benoot und Romain Bardet als Dritter auf dem Podest. Bei Gent–Wevelgem sprintete er auf den zehnten Rang, ehe er mit der Flandern-Rundfahrt sein erstes Monument des Radsports bestritt. Er erreichte das Ziel mit der ersten größeren Gruppe und belegte schlussendlich den neunten Rang. Eine Woche später wurde er 13. bei Paris–Roubaix. Das Rennen wurde jedoch vom Tod seines Teamkollegen Michael Goolaerts überschattet, der aufgrund eines Herzinfarkts verstarb. Nachdem er die Österreich-Rundfahrt bestritten hatte, gewann Wout van Aert nach einem Etappensieg die Gesamtwertung der Dänemark-Rundfahrt. Am Ende der Straßen-Saison ging er für die belgische Nationalmannschaft bei den Straßenradsport-Europameisterschaften in Glasgow an den Start und war Teil der Spitzengruppe, die um den Sieg sprintete. Wout van Aert belegte den dritten Platz und musste sich nur dem Italiener Matteo Trentin und Mathieu van der Poel geschlagen geben.
Aufgrund seiner guten Leistungen unterschrieb Wout van Aert bereits im Juli 2018 einen ab 2020 gültigen Dreijahresvertrag beim niederländischen UCI WorldTeam LottoNL-Jumbo (später Jumbo-Visma). Bis dahin sollte er bei der Vérandas Willems-Crelan-Mannschaft bleiben, die jedoch im August 2018 die Fusion mit dem Roompot-Nederlandse Loterij Team bekanntgab. Trotz seines laufenden Vertrags verließ Wout van Aert daraufhin seine aktuelle Mannschaft, was ihm durch die Union Cycliste Internationale freigestellt wurde. Zwischen den Beteiligten blieb diese Frage vor einem belgischen Gericht Gegenstand eines Rechtsstreits, bei dem Teammanager Nick Nuyens vor einem Arbeitsgericht in Mechelen Schadensersatz in Höhe von 1.150.000 Euro einklagte. Die Klage wurde im November 2019 abgewiesen.

### 2019: Wechsel zu Jumbo-Visma

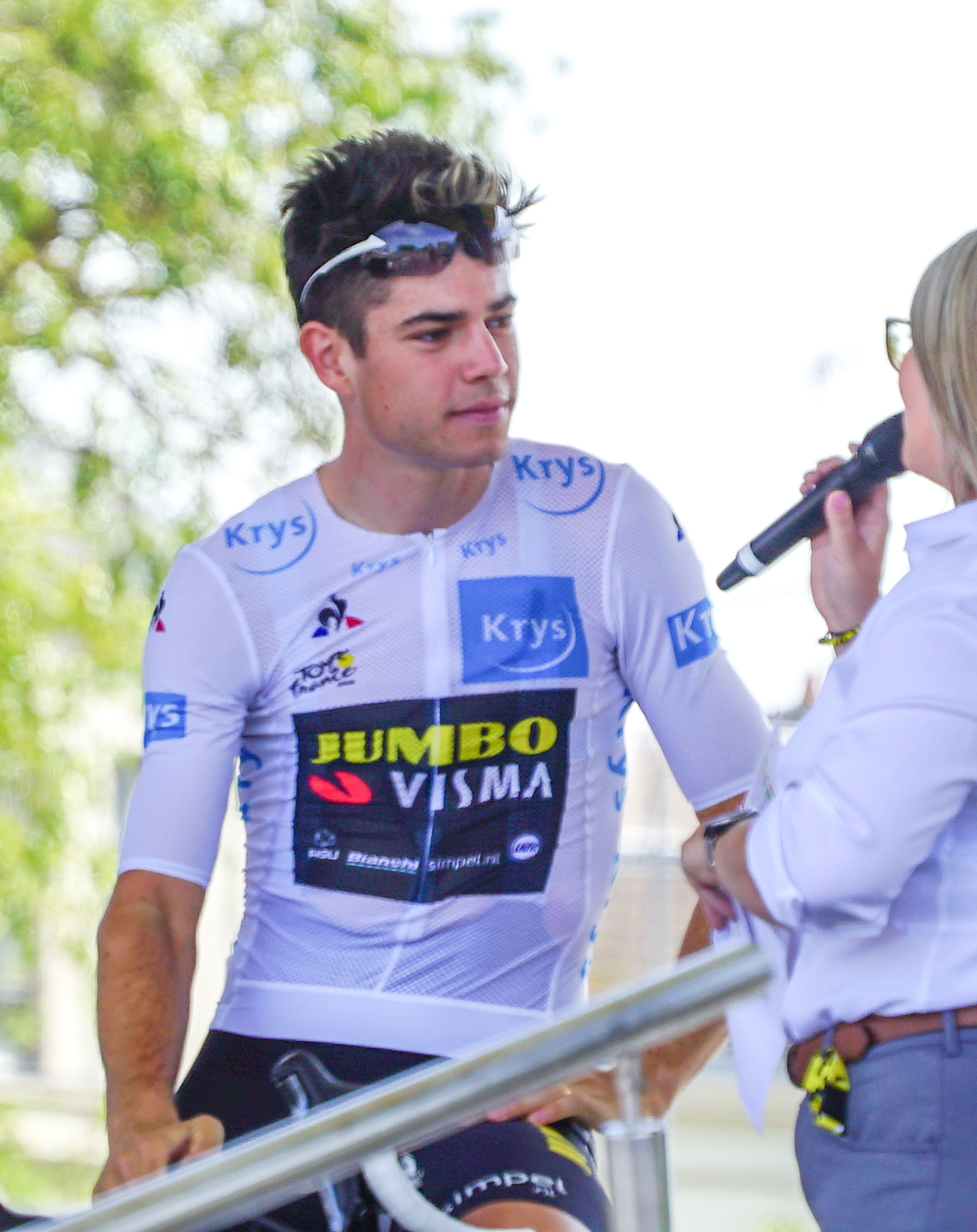
Wout van Aert im Weißen Trikot bei der Tour de France 2019

Nach der Cyclocross-Saison 2018/2019, in der er nur vier Rennen gewinnen konnte und kein Duell mit Mathieu van der Poel für sich entschied, wechselte Wout van Aert mit 1. März 2019 und somit ein Jahr verfrüht zum Team Jumbo-Visma. Wie im Vorjahr wurde er Dritter des Strade Bianche, ehe er erstmals bei Mailand–Sanremo an den Start ging. Er überquerte den Poggio mit der ersten Gruppe und sprintete zum sechsten Rang. Eine Woche später beendete er das belgische Eintagesrennen E3 Harelbeke als Zweiter und musste sich im Sprint nur dem Tschechen Zdeněk Štybar geschlagen geben. Bei der Flandern-Rundfahrt wurde er 14., ehe er Paris–Roubaix nach einem Sturz und einem Defekt im Wald von Arenberg als 22. beendete. In Vorbereitung auf seine erste Tour de France ging Wout van Aert beim Critérium du Dauphiné an den Start und gewann ein Einzelzeitfahren und einen Massensprint. Die beiden Siege stellten seine ersten Erfolge in der UCI WorldTour, der höchsten Rennserie des Straßenradsports dar. Zudem sicherte er sich die Punktewertung der französischen Rundfahrt. Kurz darauf setzte er sich bei den belgischen Meisterschaften im Zeitfahren vor Yves Lampaert und Remco Evenepoel durch und belegte im Straßenrennen den dritten Rang. Bei der Tour de France 2019 positionierte er auf der 1. Etappe seinen Teamkollegen Mike Teunissen, nachdem mit Dylan Groenewegen der eigentliche Sprinter der Mannschaft kurz vor dem Ziel zu Sturz gekommen war. Mike Teunissen gewann die Etappe und holte das Gelbe Trikot, während Wout van Aert den Zielstrich als 16. überquerte. Tags drauf gewann das Team Jumbo-Visma das Mannschaftszeitfahren der 2. Etappe, wodurch Wout van Aert die Führung in der Nachwuchswertung übernahm. Als Gesamtzweiter verteidigte er das Weiße Trikot bis zur ersten Bergankunft auf der 6. Etappe, wobei er auf der 5. Etappe im Sprint nur knapp dem Slowaken Peter Sagan im Massensprint von Colmar unterlag. Nachdem Dylan Groenewegen im Seitenwind der 10. Etappe abgehängt worden war, fuhr das Team Jumbo-Visma in Albi den Zielsprint für Wout van Aert an, der sich gegen Elia Viviani und Caleb Ewan durchsetzte und so seinen ersten Tour-de-France-Etappensieg feierte. Nur drei Tage später kollidierte Wout van Aert im Einzelzeitfahren von Pau in einer Rechtskurve mit dem Absperrgitter und zog sich dabei eine tiefe Fleischwunde am rechten Oberschenkel zu, die bei einer rund einstündigen Operation genäht werden musste. In einem Interview im September erklärte Wout van Aert in einem Interview, das die Verletzungen beinahe zu seinem Karriereende geführt hätten, da die Operation nicht nach Wunsch verlaufen sei.

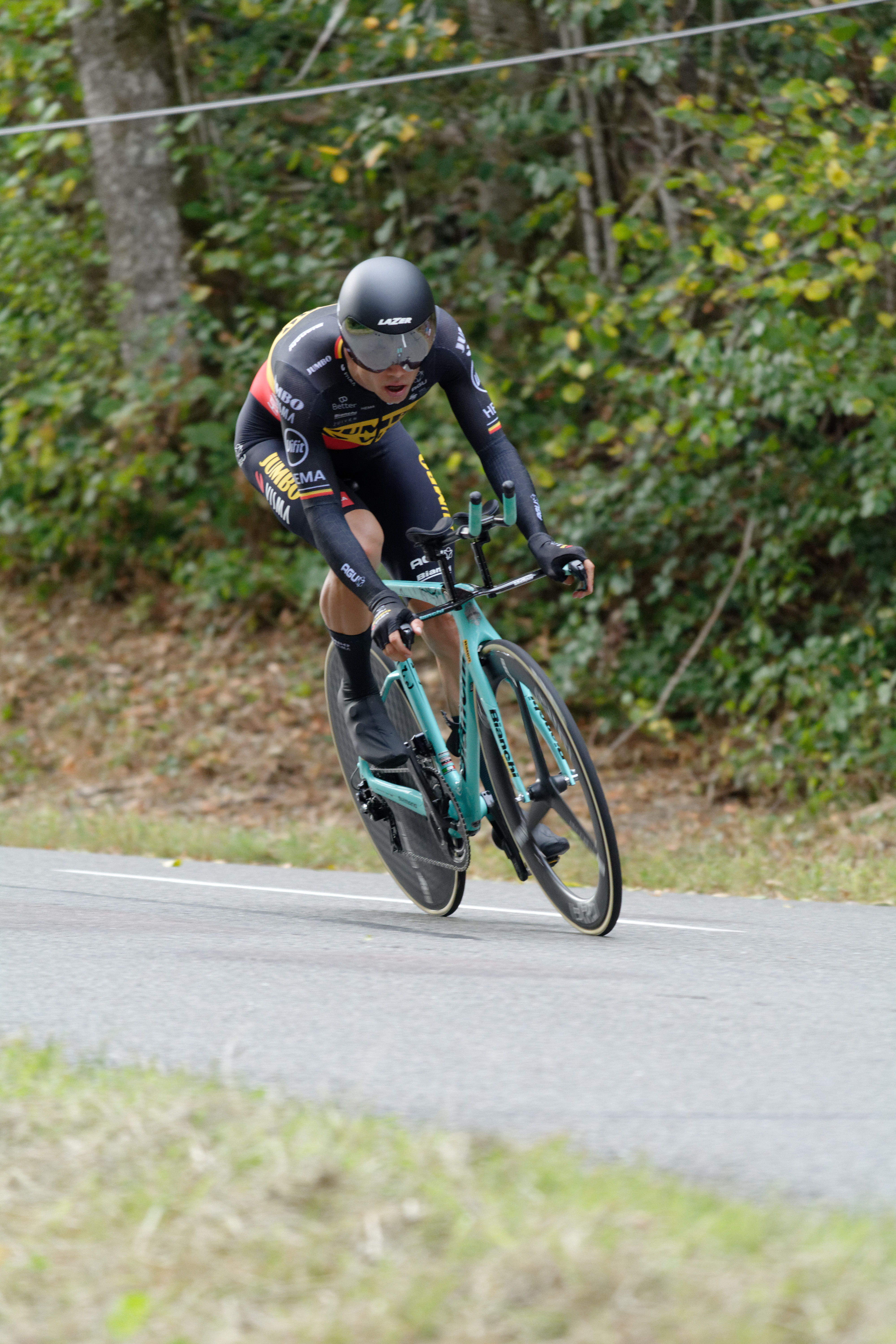
Wout van Aert im Einzelzeitfahren bei der Tour de France 2020

### 2020: Sieg bei Mailand-Sanremo
Nach seiner Genesung gab Wout van Aert sein Comeback am 27. Dezember 2019 beim Azencross, wo er den fünften Rang belegte. Im Anschluss bestritt er sechs weitere Cyclocross-Rennen und gewann den Krawatencross, der zum Abschluss der DVV Trofee am 8. Februar 2020 gefahren wurde. Bei den Cyclocross-Weltmeisterschaften verpasste er als Vierter jedoch erstmals in seiner Karriere eine Medaille. Auf der Straße bestritt Wout van Aert im Frühjahr mit dem Omloop Het Nieuwsblad nur eine Rennen, ehe die COVID-19-Pandemie zu zahlreichen Verschiebungen und Absagen führte. Am 1. August ging der zwischenzeitlich 25-jährige Belgier bei der Strade Bianche an den Start und gewann das Rennen, nachdem er sich rund 13 Kilometer vor dem Ziel im letzten Schotter-Abschnitt als Solist abgesetzt hatte. Nach Platz drei bei Mailand–Turin, folgte bei Mailand–Sanremo sein Erster und bislang einziger Sieg bei einem Monument des Radsports, als er sich im Zweiersprint vor dem Franzosen Julian Alaphilippe durchsetzte. Wenige Tage später gewann er die Auftaktsetappe des Critérium du Dauphiné und trug für einen Tag das Gelbe Trikot des Gesamtführenden. Zudem sicherte er sich zum zweiten Mal die Punktewertung der Rundfahrt. Im Vorfeld der Tour de France 2020 verteidigte er seinen belgischen Titel im Einzelzeitfahren. Bei der Frankreich-Rundfahrt überzeugte Wout van Aert mit Etappensiegen auf dem 5. und 7. Abschnitt, wobei er sich stets im Massensprint durchsetzte. Weiters stellte er sich in die Dienste von Primož Roglič, der auf der 9. Etappe das Gelbe Trikot übernahm. Nachdem das Team Jumbo-Visma als stärkste Mannschaft den Großteil der Rundfahrt bestimmt hatte, verlor Primož Roglič die Gesamtwertung im Einzelzeitfahren der vorletzten Etappe und wurde hinter seinem jüngeren Landsmann Tadej Pogačar Gesamtzweiter. Nach der Tour de France ging Wout van Aert für die belgische Nationalmannschaft bei den Straßenradsport-Weltmeisterschaften in Imola an den Start und belegte sowohl im Einzelzeitfahren als auch im Straßenrennen den zweiten Platz. Im Einzelzeitfahren musste er sich dem Italiener Filippo Ganna um 26 Sekunden geschlagen geben, ehe er im Straßenrennen hinter dem Solisten Julian Alaphilippe zur Silbermedaille sprintete. Nach Platz acht bei Gent–Wevelgem kam es am 18. September bei der Flandern-Rundfahrt zum Duell zwischen Wout van Aert und Mathieu van der Poel, die sich bereits seit den Junioren-Jahren im Cyclocross als Kontrahenten gegenüberstanden. Rund 40 Kilometer vor dem Ziel setzten sich die beiden gemeinsam mit dem Weltmeister Julian Alaphilippe von den restlichen Fahrern im Anstieg des Taaienberg ab, ehe der Franzose mit einem Begleitmotorrad kollidiert und das Rennen aufgeben musste. Die Entscheidung fiel schlussendlich im Sprint, wobei sich Wout van Aert im Fotofinish geschlagen geben musste.

### 2021: Etappensiege bei der Tour de France

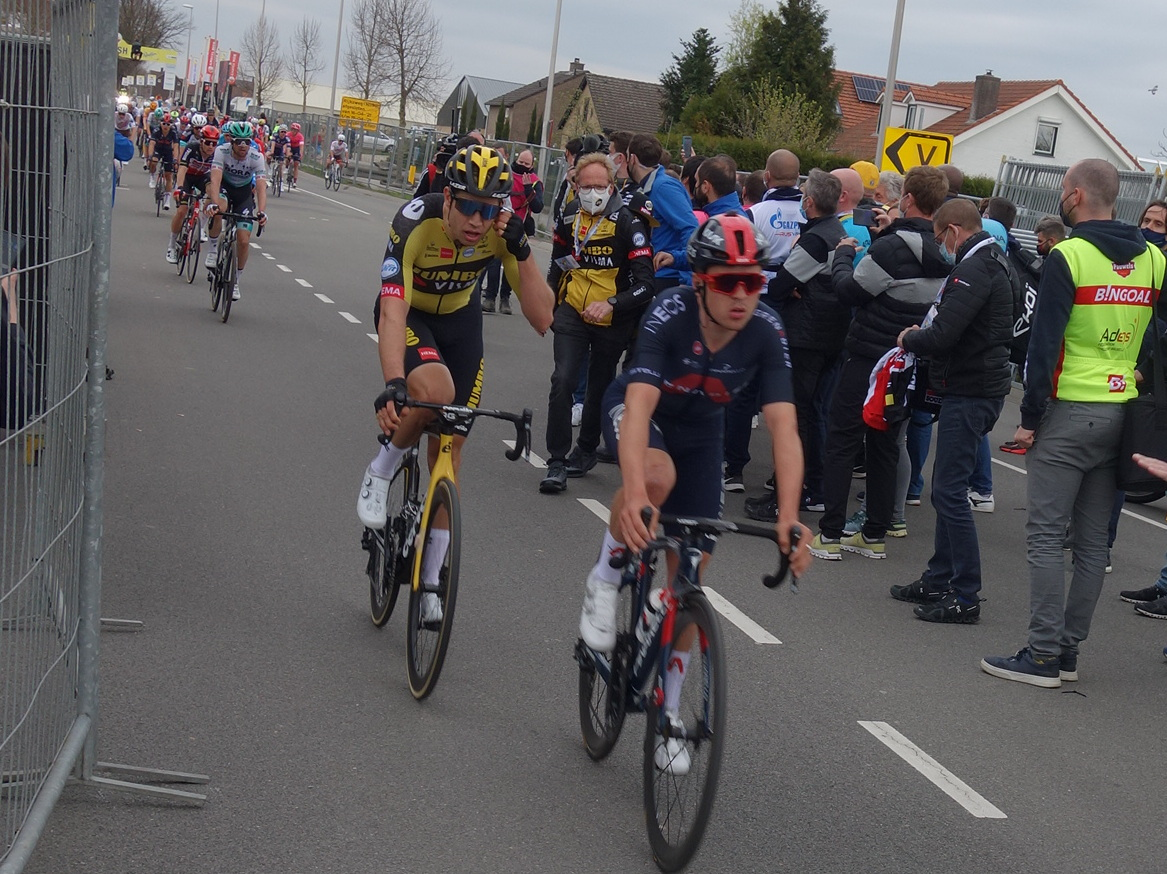
Wout van Aert (links) wird im Fotofinish vor Thomas Pidcock (rechts) zum Sieger des Amstel Gold Race 2021 erklärt

Mit der Cyclocross-Saison 2020/2021 reduzierte Wout van Aert seine Renntage im Cyclocross-Sport um sich besser auf die Straßensaison vorbereiten zu können. Neben fünf Saisonsiegen, konnte er jedoch zum dritten Mal die Gesamtwertung des UCI-Cyclocross-Weltcups für sich entscheiden. Bei den Weltmeisterschaften im belgischen Ostende musste er sich allerdings erneut Mathieu van der Poel geschlagen geben. Nach Platz vier bei der Strade Bianche 2021 ging Wout van Aert bei Tirreno–Adriatico als Kapitän an den Start und zeigte mit dem zweiten Gesamtrang seine Qualitäten als Gesamtklassement-Fahrer auf. Nachdem er die Gesamtführung mit einem Etappensieg im Sprint der 1. Etappe übernommen hatte, belegte er bei der Bergankunft in Prati di Tivo den neunten Rang und musste das Blaue Trikot an Tadej Pogačar abgeben. Nachdem er das Abschlusszeitfahren gewonnen hatte, fehlte ihm schlussendlich rund eine Minute auf den Gesamtsieg. Nach Platz drei bei Mailand–Sanremo fokussierte sich Wout van Aert auf die Kopfsteinpflaster-Klassiker und setzte sich bei Gent–Wevelgem im Sprint durch. Bei der Flandern-Rundfahrt verlor er jedoch im Anstieg des Oude Kwaremont den Kontakt zu Mathieu van der Poel und Kasper Asgreen und belegte den sechsten Rang. Beim Pfeil von Brabant und dem Amstel Gold Race kam es zweimal zum Zielsprint zwischen Wout van Aert und Thomas Pidcock, wobei sich der Belgier bei letzterem im Fotofinish durchsetzte und so ein weiteres Eintagesrennen der UCI WorldTour gewann. Im Vorfeld der Tour de France 2021 wurde er erstmals belgischer Meister im Straßenrennen. Bei der Frankreich-Rundfahrt ging Wout van Aert erneut als Helfer von Primož Roglič an den Start, erhielt jedoch die Freiheit, auf Etappensiege zu fahren, nachdem sein Kapitän auf der 3. Etappe zu Sturz gekommen war und das Rennen vor der 9. Etappe aufgegeben hatte. Daraufhin gewann er die gebirgige 11. Etappe, die zweimal über den Mont Ventoux führte, das Einzelzeitfahren der 20. Etappe und den abschließenden Massensprint auf der Champs Élysées. Diese Erfolge auf den unterschiedlichsten Terrains waren davor zuletzt dem Franzosen Bernard Hinault im Jahr 1979 gelungen. Nach der Tour de France ging Wout van Aert bei den Olympischen Spielen von Tokio an den Start. Im Straßenrennen wurde er erneut Zweiter, wobei der den Sprint um die Silbermedaille auf dem Fuji Speedway vor Tadej Pogačar für sich entschied. Im Einzelzeitfahren blieb er als Sechster hinter seinen Erwartungen zurück. Nach einer längeren Rennpause kehrte Wout van Aert bei der Tour of Britain ins Fahrerfeld zurück. Er gewann vier Etappen und die Gesamtwertung, ehe er für die belgische Nationalmannschaft bei den Straßenradsport-Weltmeisterschaften von Löwen an den Start ging. Wie im Vorjahr musste er sich im Zeitfahren dem Italiener Filippo Ganna geschlagen geben, wobei ihm nur sechs Sekunden auf den Weltmeistertitel fehlten. Im Straßenrennen verpasst er als Elfter ein weiteres Top-Resultat. Als letztes Saisonrennen bestritt er den Kopfsteinpflaster-Klassiker Paris–Roubaix, der aufgrund der COVID-19-Pandemie in den Oktober verschoben wurde. Auf den vom Regen schlammigen Sektoren konnte er jedoch nicht mit den besten Fahrern mithalten und erreichte das Ziel auf dem siebten Platz.

### 2022: Punktewertung bei der Tour de France

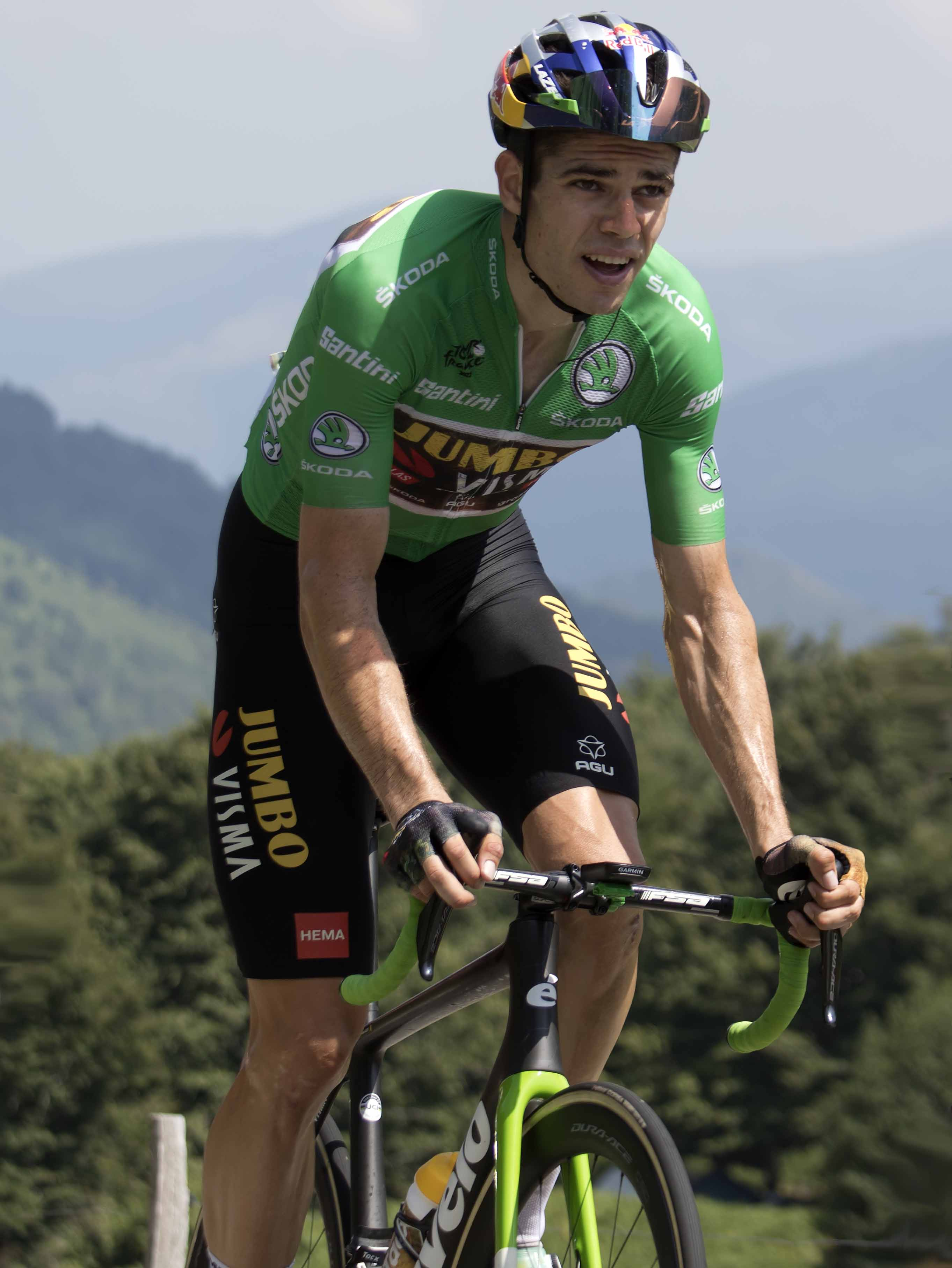
Wout van Aert gewinnt die Punktewertung der Tour de France 2022

In der Cyclocross-Saison 2021/2022 gewann Wout van Aert neun seiner zehn Rennen, trat jedoch nicht bei den Weltmeisterschaften im US-amerikanischen Fayetteville an. Dies Saison fand jedoch in Abwesenheit von Mathieu van der Poel statt, der aufgrund von Rückenproblemen nur zwei Cyclocross-Rennen bestritt. Mit einem Sieg beim Omloop Het Nieuwsblad stieg Wout van Aert in die Straßensaison ein, ehe er erstmals bei Paris–Nizza an den Start ging. Auf der ersten Etappe setzte er sich rund fünf Kilometer vor dem Ziel mit seinen Teamkollegen Primož Roglič und Christophe Laporte von den restlichen Fahrer ab, wobei Letzterer als Sieger über den Zielstrich fuhr. Auf der 4. Etappe übernahm er mit dem Sieg im Einzelzeitfahren das Gelbe Trikot für einen Tag, ehe er Primož Roglič auf der Abschlussetappe bei dessen Gesamtsieg unterstützte. Weiters gewann Wout van Aert die Punktewertung der Fernfahrt. Nach Platz acht bei Mailand–Sanremo feierte Wout van Aert seinen zweiten Sieg bei der E3 Saxo Bank Classic, verpasste im Anschluss jedoch die Flandern-Rundfahrt aufgrund einer COVID-19-Erkrankung. Eine Woche später ging er bei Paris–Roubaix an den Start und belegte hinter dem Solisten Dylan Van Baarle den zweiten Platz, ehe er bei Lüttich–Bastogne–Lüttich, einem weiteren Monument des Radsports, als Dritter auf dem Podium stand. Als Vorbereitung auf die Tour de France wählte Wout van Aert erneut das Critérium du Dauphiné, wo er zwei Etappen und die Punktewertung gewann. Auf der 3. Etappe glaubte er sich bereits als Sieger, jubelte jedoch zu früh, da der Franzose David Gaudu sein Rad auf den letzten Metern an ihm vorbeischob. Bei der Tour de France 2022 belegte Wout van Aert im Auftaktzeitfahren hinter Yves Lampaert den zweiten Rang. Auf der 2. Etappe, wurde er im Massensprint erneut Zweiter, übernahm aufgrund der Zeitbonifikationen jedoch das Gelbe Trikot. Nach einem dritten zweiten Platz folgte auf der 4. Etappe sein erster Etappensieg, wobei er sich rund 12 Kilometer vor dem Ziel als Solist von den übrigen Fahrern im Anstieg der Côte du Cap Blanc-Nez absetzte. Auf der 6. Etappe musste er die Gesamtführung an Tadej Pogačar abgeben und stellte sich anschließend in die Dienste von Jonas Vingegaard und Primož Roglič, die als Kapitäne der Jumbo-Visma Mannschaft fuhren. Nachdem Jonas Vingegaard auf der 11. Etappe die Gesamtführung übernommen hatte, präsentierte sich Wout van Aert als Edelhelfer, der seinen Kapitän auch bei den anspruchsvollen Pyrenäen-Etappen unterstützte. Als Dank überließ der Däne ihm daraufhin den Etappensieg im Einzelzeitfahren der 20. Etappe. Neben drei Etappensiegen konnte Wout van Aert auch die Punktewertung der Tour de France gewinnen und wurde zum kämpferischsten Fahrer gewählt. Am Ende der Saison gewann er den Bretagne Classic Ouest-France und belegte den vierten Rang bei den Straßenradsport-Weltmeisterschaften im australischen Wollongong, die sein Landsmann Remco Evenepoel als Solist für sich entschied.

### 2023: Klassiker-Kapitän und Helferrolle bei der Tour de France

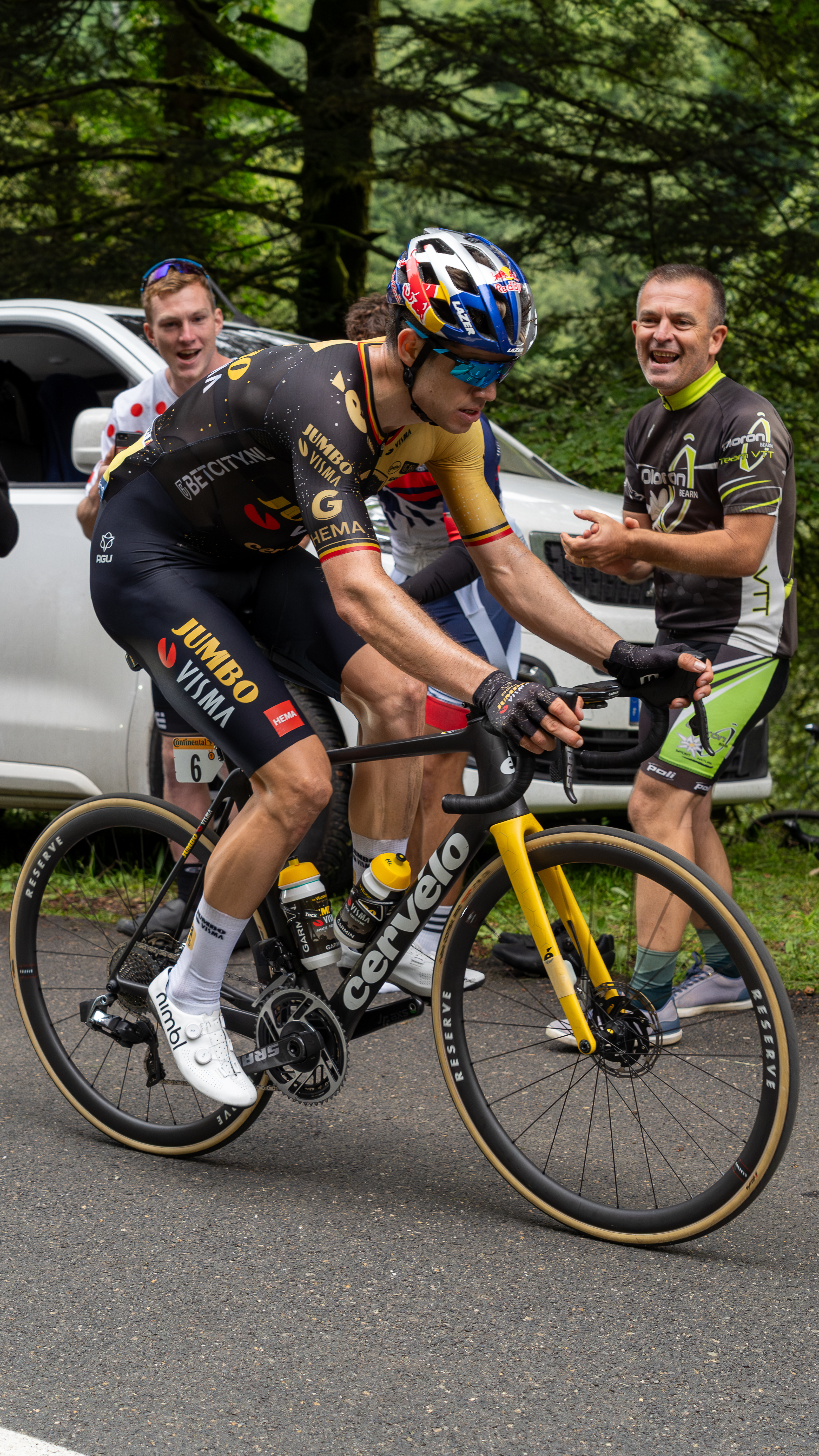
Wout van Aert bei der Tour de France 2023

In der Cyclocross-Saison 2022/2023 trafen Wout van Aert und Mathieu van der Poel vor den Weltmeisterschaften zehn Mal aufeinander, wobei sich Wout van Aert sechs Mal als Sieger durchsetzte. Zudem gewann er die bekannten Bewerbe von Diegem, Koksijde und Zonhoven. Bei den Cyclocross-Weltmeisterschaften in Hoogerheide, der Heimat von Mathieu van der Poel, lieferten sich die beiden ein knappes Duell, wobei sich Wout van Aert erst im Zielsprint geschlagen geben musste. Nach seinen neun Cyclocross-Saisonsiegen ging Wout van Aert bei den Frühjahresklassikern an den Start. Bei Mailand–Sanremo erwies er sich als einer stärksten Fahrer, konnte einem Antritt von Mathieu van der Poel im Poggio jedoch nicht folgen und belegte schlussendlich den dritten Rang. Sein erster Saisonsieg auf der Straße folgte bei der E3 Saxo Bank Classic, wo er sich im Sprint vor Mathieu van der Poel und Tadej Pogačar durchsetzte. Bei Gent–Wevelgem setzte er sich rund 52 Kilometer vor dem Ziel mit seinem Teamkollegen Christophe Laporte von den restlichen Fahrern ab und überließ dem Franzosen den Sieg, wofür er in Belgien teils heftig kritisiert wurde. Bei der anschließenden Flandern-Rundfahrt konnte er Tadej Pogačar und Mathieu van der Poel nicht folgen und belegte im Sprint hinter Mads Pedersen den vierten Rang. Eine Woche später fuhr er als Teil der Spitzengruppe in den letzten 5-Sterne-Sektor von Paris–Roubaix und verschärfte im Carrefour de l’Arbre das Tempo, wobei nur Mathieu van der Poel an seinem Hinterrad blieb. Kurz vor dem Ende des Kopfsteinpflasterabschnitts hatte er jedoch einen Hinterradschaden und musste seinen Kontrahenten ziehen lassen. Im Finale wurde er von dem Belgier Jasper Philipsen eingeholt, der sich auf der Radrennbahn von Roubaix im Kampf um Platz zwei durchsetzte. Nach einer längeren Rennpause ging Wout van Aert erstmals bei der Tour de Suisse an den Start, wo er die Punktewertung für sich entschied. Nachdem er zum dritten Mal belgischer Meister im Einzelzeitfahren geworden war, bestritt er die Tour de France 2023 als Helfer von Jonas Vingegaard und belegte jeweils zwei zweite und dritte Etappenplätze. Vor dem Start der 18. Etappe verließ er die Rundfahrt jedoch aufgrund der Geburt seines zweiten Kindes. Bei den Straßenweltmeisterschaften in Glasgow wurde er hinter Mathieu van der Poel Zweiter im Straßenrennen und belegte den fünften Rang im Einzelzeitfahren. In Vorbereitung auf die Gravel-Weltmeisterschaft bestritt er mit dem Houffa Gravel ein Rennen der WorldSeries, das er mit neun Minuten Vorsprung für sich entschied. Nachdem er anschließend auf der Straße die Tour of Britain und die Coppa Bernocchi gewonnen hatte, belegte er bei der Gravel-Weltmeisterschaft beeinträchtigt durch Stürze und Defekte den achten Rang. Zuvor holte er bei den Straßenradsport-Europameisterschaften zwei Medaillen, wobei er sich im Straßenrennen seinem Teamkollegen Christophe Laporte geschlagen geben musste. Im Zeitfahren wurde er Dritter.

### 2024: Stürze und Erfolge bei der Vuelta a España

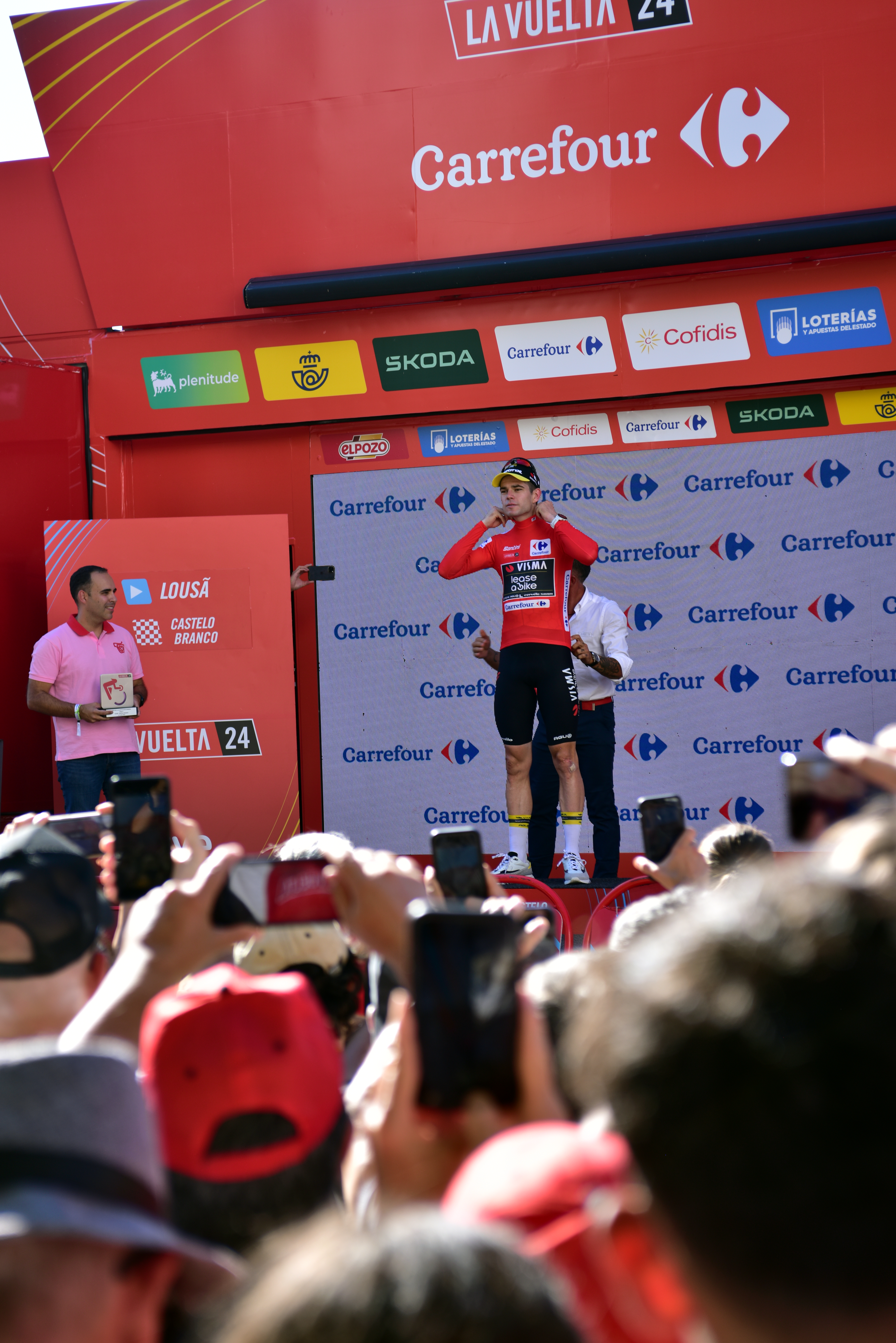
Wout van Aert im Roten Trikot bei der Vuelta a España 2024

In der Cyclocross-Saison 2023/2024 bestritt Wout van Aert neun Wettkämpfe, wobei er drei Rennen gewinnen konnte. Gegenüber seinem Kontrahenten Mathieu van der Poel hatte er jedoch meist das Nachsehen und konnte diesen nur bei der letzten Station des Weltcups in Benidorm besiegen, nachdem dieser in der vorletzten Runde zu Sturz gekommen war. Die Weltmeisterschaften im tschechischen Tábor ließ Van Aert aus, um sich auf die Straßensaison vorzubereiten. Seinen ersten Saisonsieg auf der Straße sicherte sich Wout van Aert im Februar bei der Algarve-Rundfahrt. Im Anschluss nahm er am Opening Weekend in Belgien teil und wurde Dritter des Omloop Het Nieuwsblad, ehe er tags drauf Kuurne–Brüssel–Kuurne gewann. Am 28. März 2024 stürzte van Aert beim Rennen Dwars door Vlaanderen 2024 und erlitt einen Schlüsselbein- sowie mehrere Rippenbrüche. Wegen dieser Verletzungen verpasste er den Rest der Klassikersaison und den Giro d’Italia. Am 23. Mai kehrte Wout van Aert bei der Tour of Norway ins Fahrerfeld zurück und bestritt anschließend die Tour de France 2024, wo er sich als Helfer von Jonas Vingegaard betätigte. In den Sprintetappen erzielte er mehrere vordere Plätze, aber keinen Sieg. Sechs Tage nach der Tour de France nahm van Aert am Einzelzeitfahren der Olympischen Sommerspiele 2024 teil, bei welcher er die Bronzemedaille gewann und sich lediglich dem Sieger Remco Evenepoel und Filippo Ganna geschlagen geben musste. Außerdem bestritt er eine Woche später das Straßenrennen, bei dem er zu Evenepoels Sieg beitrug, indem er Mathieu van der Poels Attacken neutralisierte; in der Endphase des Rennens kam er in einer Verfolgergruppe zu Fall und kam auf den 37. Platz. Nach den Olympischen Spielen ging er erstmals bei der Vuelta a España an den Start und belegte im Auftaktzeitfahren den dritten Rang, wobei er sich dem Etappensieger Brandon McNulty nur um drei Sekunden geschlagen geben musste. Tags drauf wurde er Zweiter im Massensprint der 2. Etappe und übernahm so aufgrund der Zeitbonifikationen das Rote Trikot. Die 3. Etappe gewann er im Massensprint, wobei er sich vor dem Australier Kaden Groves durchsetzte. Damit konnte er das Grüne Trikot übernehmen und es für elf Etappen verteidigen. Auf der 4. Etappe, die mit einer Bergankunft endete, kam er als 149. mit 16 Minuten Rückstand ins Ziel und musste das Rote Trikot an Primož Roglič abgeben, welcher die Etappe gewann. Im Schlusssprint der 7. Etappe setzte sich van Aert vor Mathias Vacek und Pau Miquel durch, ehe er die 10. Etappe aus der Ausreißergruppe für sich entschied. Nach dem zweiten Ruhetag führte er sowohl die Punkte- als auch die Bergwertung der Spanien-Rundfahrt an, ehe er auf der 16. Etappe in der Abfahrt vom Collada Llomena zu Sturz kam und das Rennen aufgrund einer Knieverletzung aufgeben musste. Obwohl er sich keine Frakturen zuzog, gab das Team Visma-Lease a Bike wenige Tage später das Saisonende des Belgiers bekannt. Somit verpasste er die Straßenradsport-Weltmeisterschaften von Zürich.

### 2025

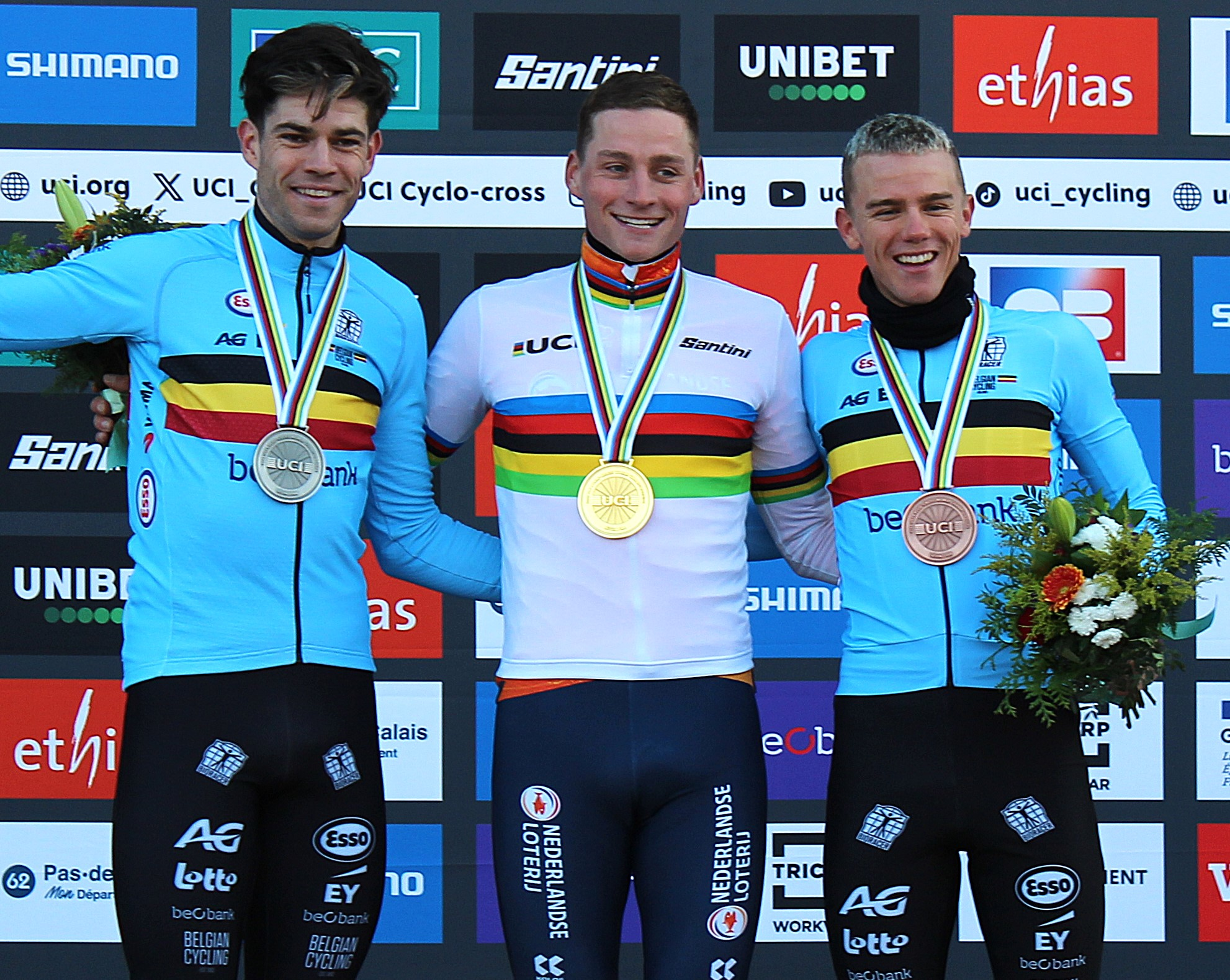
In Liévin wird Wout van Aert (links) hinter Mathieu van der Poel Zweiter des Cyclocross-Weltmeisterschaften 2025

Nachdem er erst Anfang Oktober das Radtraining wieder aufnehmen konnte, gab Wout van Aert bekannt in der Cyclocross-Saison 2024/2025 sechs Rennen zu bestreiten, die Weltmeisterschaften jedoch ausfallen zu lassen. Aufgrund einer Erkrankung musste er seinen Saisoneinstieg jedoch verschieben und fuhr sein erstes Rennen am 27. Dezember im Rahmen des Azencross, wo er den vierten Platz belegte. In Abwesenheit von Mathieu van der Poel gewann er im Anschluss die Superprestige-Station in Gullegem und den Weltcup von Dendermonde. Einen Tag nachdem er Mathieu van der Poel bei deren zweiten Aufeinandertreffen in Maasmechelen unterlag, gab Wout van Aert bekannt auch die Weltmeisterschaft im französischen Liévin zu bestreiten. Bei dem Rennen musste er jedoch aufgrund seiner wenigen Renneinsätze aus der vierten Reihe starten und konnte so seinen Dauerrivalen nicht herausfordern. Nachdem sich Mathieu van der Poel bereits in der ersten Runde abgesetzt hatte und seinen siebten Weltmeistertitel holte, überquerte Wout van Aert den Zielstrich als Zweiter mit einem Rückstand von 45 Sekunden.

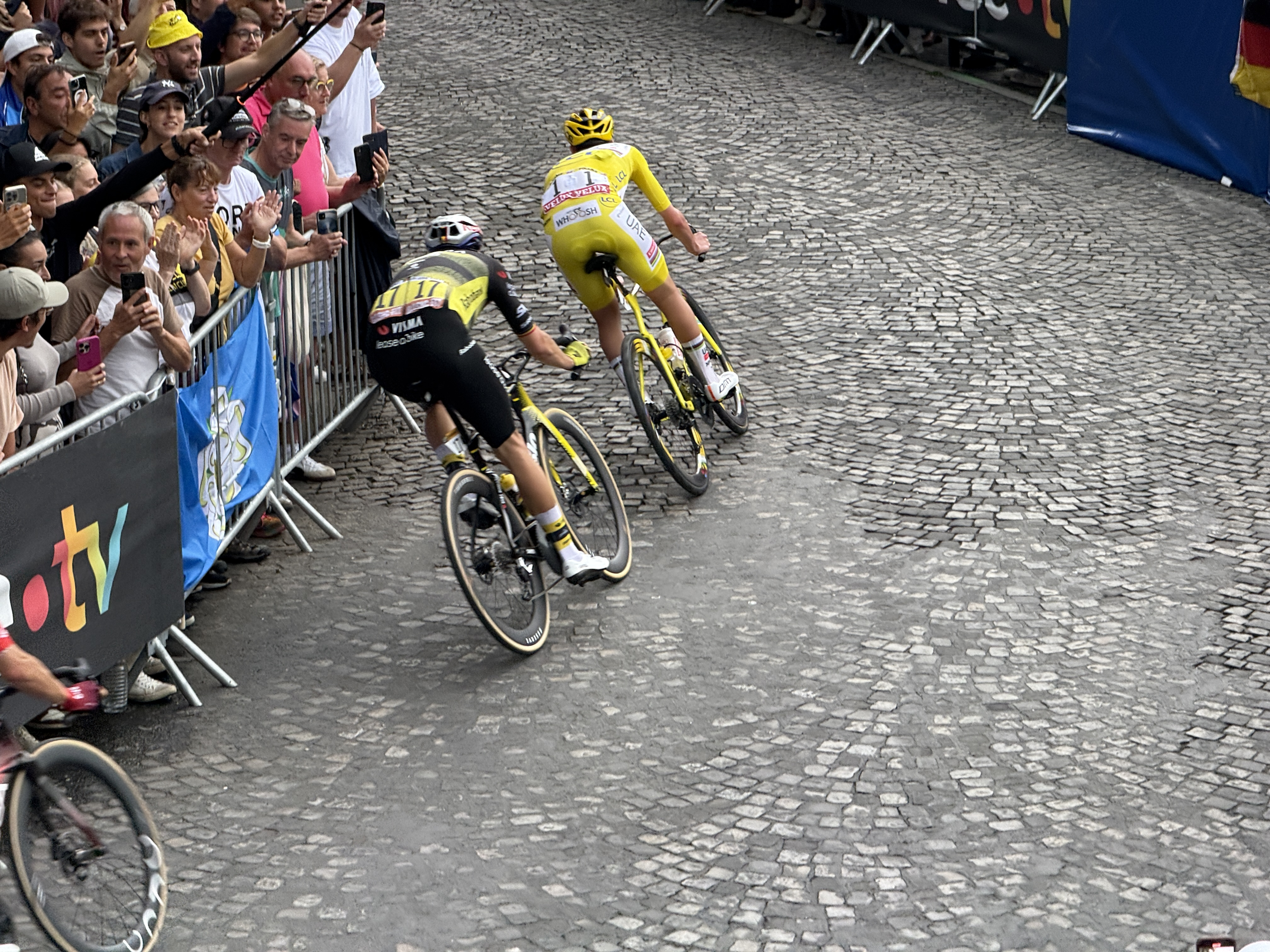
Bei der Tour de France 2025 gewinnt Wout van Aert die Abschlussetappe

Zu Beginn der Straßenradsaison konnte Wout van Aert nur bedingt überzeugen, wobei er bei den Frühjahrsklassikern kein Top-Resultat einfahren konnte und Mailand–Sanremo ausließ. Aufgrund seiner Leistungen sah er sich mit teils heftiger Kritik der belgischen Presse konfrontiert. Bei Dwars door Vlaanderen, dem letzten Rennen vor der Flandern-Rundfahrt, setzte sich Wout van Aert gemeinsam mit seinen Teamkollegen Matteo Jorgenson und Tiesj Benoot rund 70 Kilometer vor dem Ziel vom Hauptfeld ab, ehe das Trio zur Ausreißergruppe aufschloss und die letzten 55 Kilometer gemeinsam mit dem US-Amerikaner Neilson Powless absolvierte. Obwohl das Team Visma-Lease a Bike mit drei Fahrern an der Spitze des Rennens vertreten war, beharrte Wout van Aert darauf den abschließenden Sprint zu fahren, in dem er sich Neilson Powless überraschend geschlagen geben musste. Nach dem Rennen übernahm Wout van Aert die Verantwortung für die Schmach und meinte, das er aufgrund des Drucks unbedingt selbst gewinnen wollte und daher keine Angriffe seiner Teamkollegen zugelassen hatte. Bei der Flandern-Rundfahrt präsentierte sich Wout van Aert wenige Tage später als einer der stärksten Fahrer, wenngleich er den Antritten von Tadej Pogačar und Mathieu van der Poel nicht folgen konnte. Er fuhr die Lücke nach den Anstiegen jedoch immer wieder zu und belegte schließlich im Sprint um den zweiten Platz den vierten Rang. Eine Woche später wurde er auch Vierter bei Paris–Roubaix, wobei er sich im Sprint um Platz drei dem Dänen Mads Pedersen geschlagen geben musste. Beim Pfeil von Brabant wurde er Zweiter hinter seinem Landsmann Remco Evenepoel, der nach seinem Sturz in der Vorbereitung erst verspätet in die Saison eingestiegen war. Beim Amstel Gold Race verpasste er als Vierter erneut das Podium und blieb somit erstmals seit dem Jahr 2020 ohne Tageserfolg bei den Frühjahrsklassikern. Im Mai gab Wout van Aert sein Debüt beim Giro d’Italia und musste sich zum Auftakt nur dem Dänen Mads Pedersen geschlagen geben. Im Zeitfahren der 2. Etappe belegte er nur den 34. Rang und verpasste somit seine Chance auf die Maglia Rosa. Nach durchwachsenen Leistungen zu Beginn der Rundfahrt schaffte er auf dem 9. Abschnitt den Sprung in die Spitzengruppe und setzte sich in Siena nach mehreren Schotterabschnitten vor dem jungen Mexikaner Isaac Del Toro durch. Nach Erfolgen bei der Tour de France und der Vuelta a España hatte er somit mindestens jeweils eine Etappe bei jeder der drei Grand Tours gewinnen können. In der vorletzten, der 20. Etappe, half er seinem Teamkapitän Simon Yates seinen Vorsprung gegenüber den Konkurrenten der Gesamtwertung auszubauen. Van Aert wartete auf Yates kurz nach der Passhöhe des Colle delle Finestre und führte ihn über das letzte Flachstück zum finalen Anstieg. Der Vorsprung auf den bis dahin führenden Isaac Del Toro konnte dabei stetig ausgebaut werden. Aufgrund seiner sportlichen Leistungen erhielt er nach der 21. Etappe den Sonderpreis „Trofeo Bonacossa“. Bei der Tour de France 2025 war er erneut als Helfer von Jonas Vingegaard im Einsatz. Auf der 8. Etappe musste er sich im Zielsprint nur Jonathan Milan geschlagen geben. Auf der 11. Etappe erreichte er den 4. Platz und in der 15. Etappe landete er auf dem 5. Platz. Er konnte auf der letzten, der 21. Etappe, die in diesem Jahr erstmalig auch den Anstieg auf den Montmartre inkludierte, sich im letzten Anstieg von Tadej Pogacar absetzen und den Etappensieg holen. Er beendete die Tour auf dem 67. Gesamtrang und wurde in der Punktewertung um das grüne Trikot Achter.

## Ehrungen
- 2019, 2020, 2021 Flandrien-Trofee
- 2020 Nationale Trofee voor Sportverdienste[86]

## Diverses
Im Oktober 2024 hatte Wout van Aert in der belgischen Ausgabe von The Masked Singer einen einmaligen Auftritt als Eichhörnchen. Für weitere Auftritte fehlte ihm die Zeit, da er wieder mit dem Training begonnen hatte.

## Erfolge
| 2016 - Prolog Belgien-Rundfahrt - Schaal Sels 2017 - Ronde van Limburg - Bruges Cycling Classic - Grand Prix Pino Cerami 2018 - Gesamtwertung und eine Etappe Dänemark-Rundfahrt - Europameisterschaft – Straßenrennen 2019 - zwei Etappen und Punktewertung Critérium du Dauphiné - Belgischer Meister – Einzelzeitfahren - eine Etappe und Mannschaftszeitfahren Tour de France 2020 - Strade Bianche - Mailand–Sanremo - eine Etappe und Punktewertung Critérium du Dauphiné - Belgischer Meister – Einzelzeitfahren - zwei Etappen Tour de France - Weltmeisterschaft – Einzelzeitfahren - Weltmeisterschaft – Straßenrennen 2021 - zwei Etappen und Punktewertung Tirreno–Adriatico - Gent–Wevelgem - Amstel Gold Race - Belgischer Meister – Straßenrennen - drei Etappen Tour de France - Olympische Sommerspiele – Straßenrennen - Gesamtwertung und vier Etappen Tour of Britain - Weltmeisterschaft – Einzelzeitfahren 2022 - Omloop Het Nieuwsblad - eine Etappe und Punktewertung Paris–Nizza - E3 Harelbeke - zwei Etappen und Punktewertung Critérium du Dauphiné - drei Etappen, Punktewertung und Rote Rückennummer Tour de France - Bretagne Classic Ouest-France 2023 - E3 Harelbeke - Punktewertung Tour de Suisse - Belgischer Meister – Einzelzeitfahren - Weltmeisterschaft – Straßenrennen - Gesamtwertung und eine Etappe Tour of Britain - Coppa Bernocchi - Europameisterschaft - Einzelzeitfahren - Europameisterschaft - Straßenrennen 2024 - eine Etappe Algarve-Rundfahrt - Kuurne–Brüssel–Kuurne - Olympische Sommerspiele – Einzelzeitfahren - drei Etappen Vuelta a España 2025 - eine Etappe Giro d’Italia - eine Etappe Tour de France | 2011/2012 Weltmeisterschaften (Junioren) 2012/2013 Weltmeisterschaften (U23) 2013/2014 Weltmeister (U23) Weltcup (U23) – Namur, Nommay 2014/2015 Weltmeisterschaften Europameister (U23) Weltcup (U23) – Namur Weltcup – Koksijde Bpost Bank Trofee – Gesamtwertung / Oudenaarde, Hamme, Essen, Loenhout, Baal 2015/2016 Weltmeister Europameisterschaften Belgischer Meister Weltcup – Gesamtwertung / Las Vegas Superprestige – Gesamtwertung / Gieten, Zonhoven, Gavere, Spa-Francorchamps Bpost Bank Trofee – Gesamtwertung / Ronse, Oudenaarde, Hamme, Cyclocross Essen, Antwerpen, Baal 2016/2017 Weltmeister Europameisterschaften Belgischer Meister Weltcup – Gesamtwertung / Las Vegas, Iowa City, Zolder, Fiuggi Superprestige – Spa-Francorchamps DVV Trofee – Gesamtwertung / Ronse, Oudenaarde, Essen, Loenhout 2017/2018 Weltmeister Belgischer Meister Weltcup – Zeven, Namur Superprestige – Boom, Gavere 2018/2019 Weltmeisterschaften Europameisterschaften Weltcup – Pontchâteau 2019/2020 DVV Trofee – Lille 2020/2021 Weltmeisterschaften Belgischer Meister Weltcup – Gesamtwertung / Dendermonde, Overijse X²O Trofee – Herentals 2021/2022 Belgischer Meister Weltcup – Val di Sole, Overijse Superprestige – Boom, Zolder X²O Trofee – Loenhout, Baal, Herentals 2022/2023 Weltmeisterschaften Weltcup – Dublin, Zonhoven Superprestige – Zolder, Diegem, Gullegem X²O Trofee – Koksijde, Hamme 2023/2024 Weltcup – Benidorm Superprestige – Zolder 2024/2025 Weltmeisterschaften Weltcup – Dendermonde Superprestige – Gullegem |

## Wichtige Platzierungen (Straße)

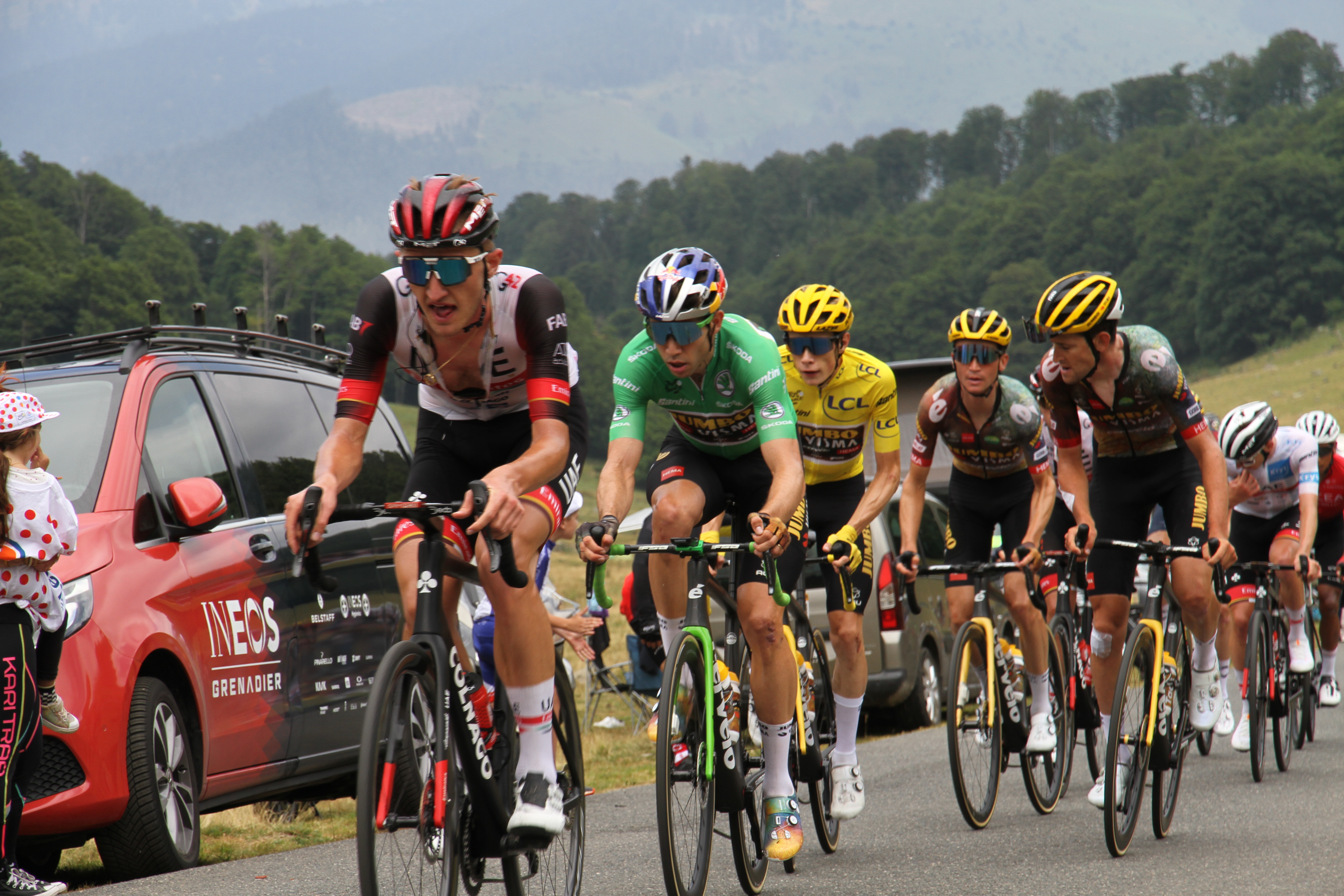
Van Aert im Grünen Trikot bei der Tour de France 2022

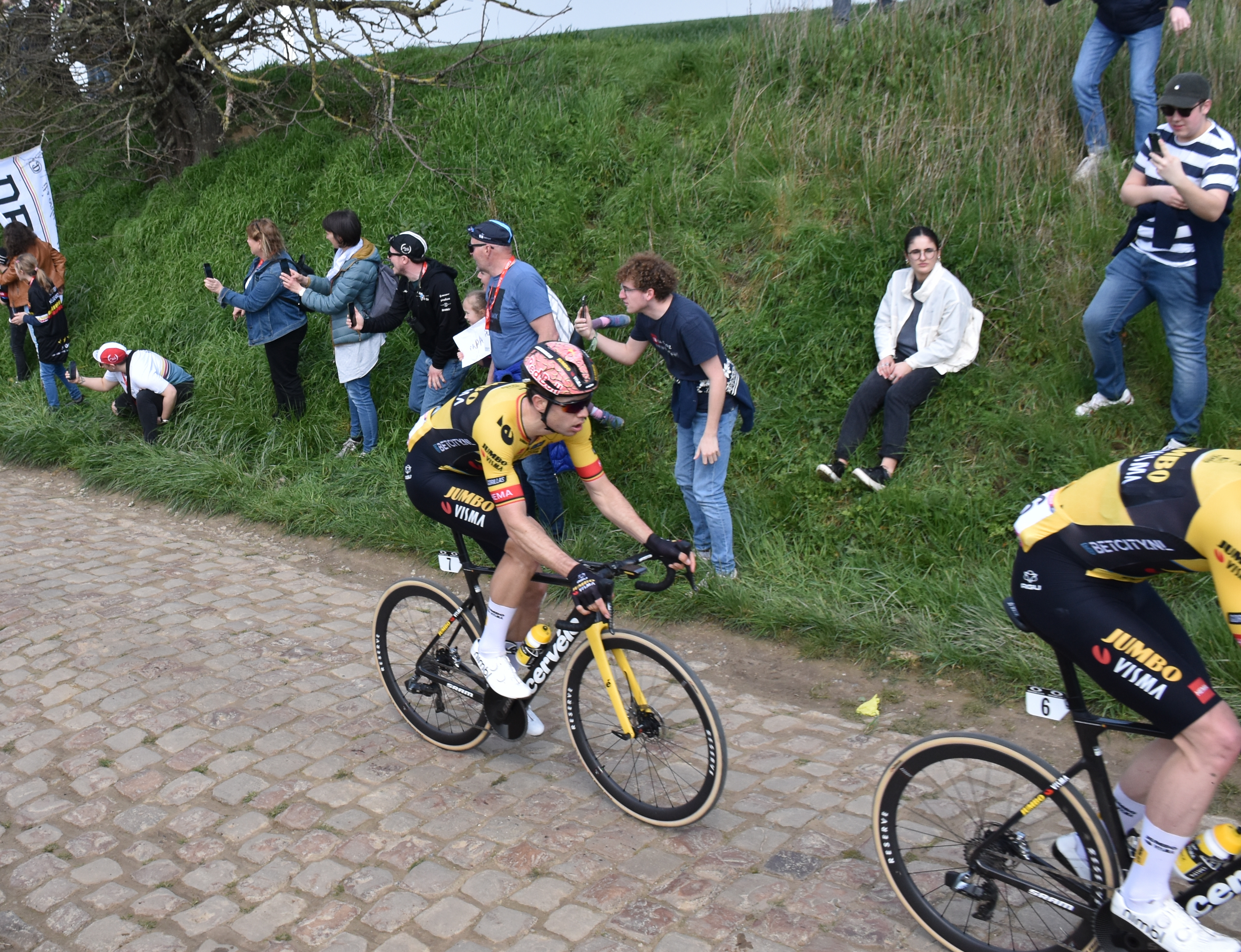
Wout van Aert bei Paris–Roubaix 2023 auf der Kopfsteinpflaster-Passage bei Saint-Python

| Grand Tour            | 2018 | 2019 | 2020 | 2021 | 2022 | 2023 | 2024 | 2025 |
| --------------------- | ---- | ---- | ---- | ---- | ---- | ---- | ---- | ---- |
| Giro d’ItaliaGiro     | –    | –    | –    | –    | –    | –    | –    | 72   |
| Tour de FranceTour    | –    | DNF  | 20   | 19   | 21   | DNF  | 52   | 67   |
| Vuelta a EspañaVuelta | –    | –    | –    | –    | –    | –    | DNF  |      |

| Monument                 | 2018 | 2019 | 2020 | 2021 | 2022 | 2023 | 2024 | 2025 |
| ------------------------ | ---- | ---- | ---- | ---- | ---- | ---- | ---- | ---- |
| Mailand–Sanremo          | –    | 6    | 1    | 3    | 8    | 3    | –    | –    |
| Flandern-Rundfahrt       | 9    | 14   | 2    | 6    | –    | 4    | –    | 4    |
| Paris–Roubaix            | 13   | 22   | –    | 7    | 2    | 3    | –    | 4    |
| Lüttich–Bastogne–Lüttich | –    | –    | –    | –    | 3    | –    | –    | –    |
| Lombardei-Rundfahrt      | –    | –    | –    | –    | –    | –    | –    |      |

| Weltmeisterschaft        | 2018 | 2019 | 2020 | 2021 | 2022 | 2023 | 2024 | 2025 |
| ------------------------ | ---- | ---- | ---- | ---- | ---- | ---- | ---- | ---- |
| StraßenrennenStraße      | –    | –    | 2    | 11   | 4    | 2    | –    |      |
| EinzelzeitfahrenEZF      | –    | –    | 2    | 2    | –    | 5    | –    |      |
| MannschaftszeitfahrenMZF | –    | –    | –    | –    | –    | –    | –    |      |